# Order Wierności (Albania)

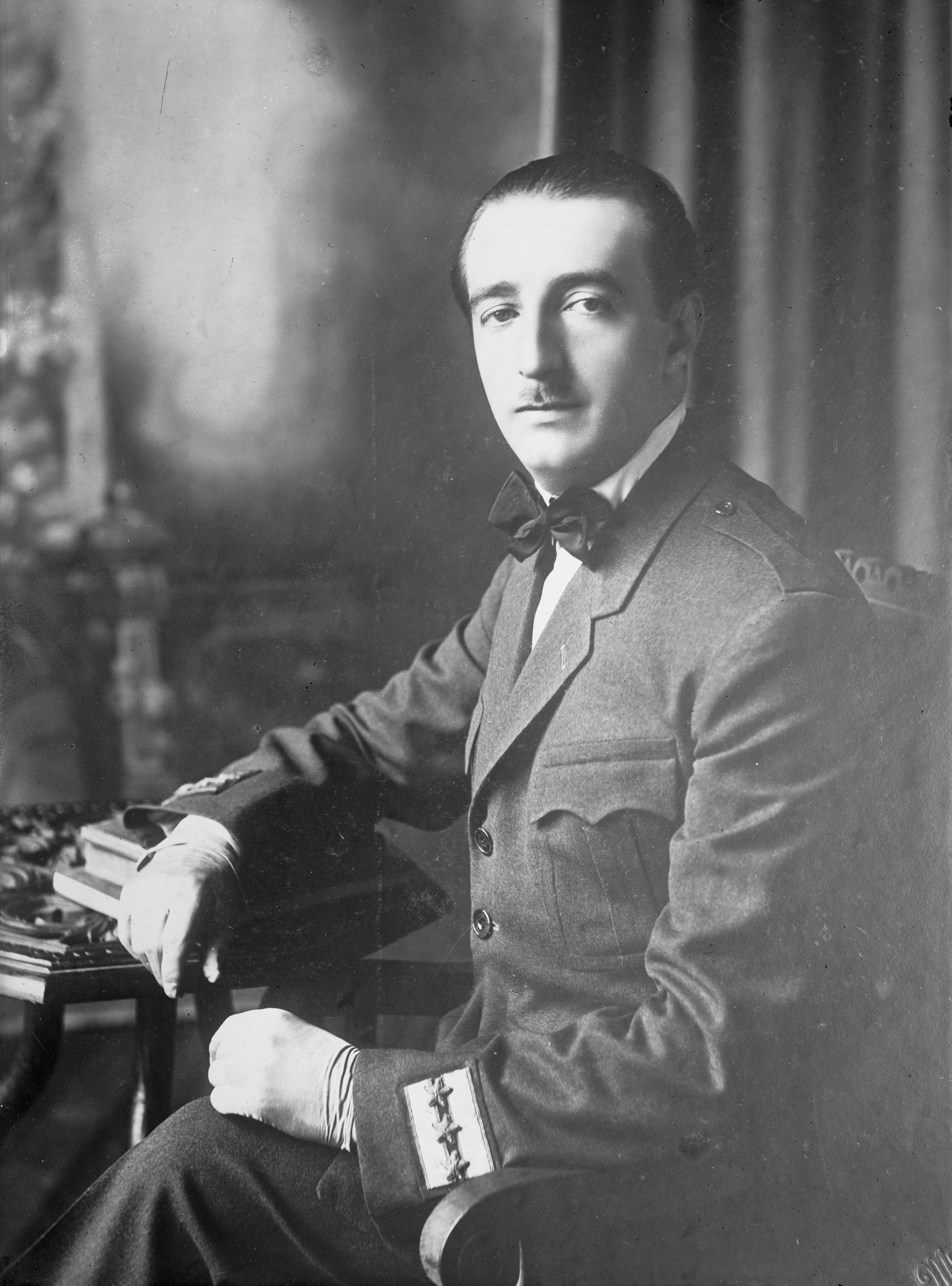
Prezydent Albanii Ahmed Zogu – fundator orderu

 Order Wierności lub  Order Honoru (alb. Urdhni Besa, Urdhëri i Besës) – odznaczenie państwowe Republiki, później Królestwa Albanii, przyznawane za wybitne zasługi dla tronu.
Order ustanowiony został 22 stycznia 1926 przez prezydenta Albanii Ahmeda Zogu (późniejszego króla, Zoga I). Podczas okupacji Albanii przez faszystowskie Włochy był przyznawany od 1940 przez władze okupacyjne, które wprowadziły drobne zmiany w jego wyglądzie. Na emigracji był nadal przyznawany jako order dynastyczny przez króla Zoga I i jego syna Lekę. Dzielił się na cztery klasy, a w okresie okupacji włoskiej w 1940 dodano jedną klasę (oficera).

## Opis odznaki
Odznaką orderu jest złoty dwugłowy orzeł z czarnej emalii. Nad głowami orła widnieje złota korona (hełm Skanderbega), a na jego piersi tarcza herbowa z wyobrażeniem hełmu Skanderbega otoczona literami składającymi się na napis BESA (HONOR lub WIERNOŚĆ). Gwiazda orderu jest sześciokątna, wykonana ze srebra i ozdobiona osiemnastoma dwugłowymi orłami z czarnej emalii. Pośrodku gwiazdy znajduje się okrągły złoty medalion z wizerunkiem albańskiego orła z dwoma skrzyżowanymi na piersiach mieczami i napisem BESA. Medalion otoczony jest ornamentem. Wstążka orderu miała kolor czarny z umieszczonym centralnie czerwonym paskiem. W 1932 poszerzono kolorystykę wstążki o kolor niebieski. 
Podczas okupacji włoskiej wprowadzono pewne zmiany do wyglądu orderu. 
| Sposób noszenia orderu w poszczególnych klasach                                                                       | Sposób noszenia orderu w poszczególnych klasach | Sposób noszenia orderu w poszczególnych klasach | Sposób noszenia orderu w poszczególnych klasach | Sposób noszenia orderu w poszczególnych klasach |
| --- | ----------------------------------------------- | ----------------------------------------------- | ----------------------------------------------- | ----------------------------------------------- |
| |                                                 |                                                 |                                                 |                                                 |
| Kawaler (Kalors), Oficer (Oficer), Komandor (Komendator), Wielki Oficer (Oficer i Madh), Krzyż Wielki (Kalors i Madh) |                                                 |                                                 |                                                 |                                                 |